# 比馬語
比馬語（比馬語：Nggahi Mbojo，印度尼西亞語：Bahasa Bima）是一種在印度尼西亞松巴哇島東半部、亞比火山以及科莫多島等地使用的南島語系語言。